# Eryk Lubos
Eryk Lubos (sinh ngày 6 tháng 9 năm 1974 tại Tarnowskie Góry) là một diễn viên người Ba Lan.

## Sự nghiệp
Eryk Lubos tốt nghiệp Học viện Nghệ thuật Sân khấu Quốc gia AST ở Kraków - Chi nhánh Wroclaw vào năm 1998. Anh diễn xuất trên sân khấu tại Nhà hát Współczesny ở Wrocław (1998-2005) và Nhà hát TR Warszawa (từ năm 2005).
Eryk Lubos nổi tiếng với vai chính trong bộ phim Moja krew (2009) do Marcin Wrona làm đạo diễn. Bộ phim này giúp anh đoạt Giải thưởng Zbigniew Cybulski (2009). Năm 2012, bộ phim Zabic bobra cũng giúp anh mang về giải thưởng cá nhân ở hạng mục Nam diễn viên chính xuất sắc nhất tại Liên hoan phim quốc tế Karlovy Vary.

## Thành tích nghệ thuật
Dưới đây liệt kê các phim điện ảnh và phim truyền hình có sự góp mặt của Eryk Lubos:
- Życie jak poker (1998)
- Wszystkie pieniądze świata (1999) _ Bolek
- Świat według Kiepskich (2002) _ Dresiarz
- Stara baśń. Kiedy słońce było bogiem (2003)
- Fala zbrodni (2003) _ Karumow
- Ono (2004) _ Rysiek
- W dół kolorowym wzgórzem (2004) _ Marek
- Oficer (2004–2005) _ Leszek Januchta Juby
- Stara baśń (2004) _ Jeżdziec
- Bar na rogu (2005)
- Przebacz (2005) _ Benek
- Solidarność, Solidarność... (2005)
- Pitbull (2005–2007)
- Pensjonat pod Różą (2005) _ Jureczek
- Okazja (2005) _ Rympał
- Codzienna 2 m. 3 (2005–2006) _ Przemo
- Boża podszewka II (2005)
- Oficerowie (2006) _ Leszek Januchta Juby
- Miasto ucieczki (2006) _ Tomek
- Magiczne drzewo (2006–2008) _ Mechanik/Akustyk
- Kryminalni (2006) _ Roman Kleszcz
- Z odzysku (2006)
- M.D.K. (2007)
- Środa, czwartek rano (2007) _ Rumun
- Wszystko będzie dobrze (2007)
- Ryś (2007)
- Non-stop kolor (2007) _ Marcel Łysy
- Prawo miasta (2007)
- Magda M. (2007) _ Krystian Kołek
- Determinator (2007) _ Neon
- Tysiąc zakazanych krzaków (2008) _ Bugi
- Ojciec Mateusz (2008–2019)
- Magiczne drzewo (2008)
- Boisko bezdomnych (2008) _ Roman Gawron Indor
- Jak żyć? (2008) _ Marcin
- Demakijaż (2009) _ Łysy
- Siostry (2009) _ Kordian Morawski Morawa
- Janosik. Prawdziwa historia (2009) _ Gabor
- Dom zły (2009) _ Petrycki
- Moja krew (2009) _ Igor
- Piotrek trzynastego (2009) _ Freddy Krueger
- Londyńczycy (2009)
- Janosik. Prawdziwa historia (2009) _ Gabor
- Wenecja (2010)
- Usta Usta (2010) _ Bronek
- Trick (2010) _ Kosa
- Skrzydlate świnie (2010) _ Moher
- Made in Poland (2010) _ Zenek
- 1920. Wojna i miłość (2010) _ Wasilij Tkaczenko
- Grunwald. Walka 600-lecia (2010)
- Róża (2011) _ Wasyl
- Prosto z nieba (2011)
- Dziewczyna z szafy (2012) _ Dzielnicowy Krzysztof
- Zabić bobra (2012) _ Eryk
- Trick (2012) _ Kosa
- Rewelacyjny film (2012)
- Misja Afganistan (2012)
- Dzień kobiet (2012) _ Eryk Gąsiorowski
- Był sobie dzieciak (2013) _ Ukrainiec Jowa
- To nie koniec świata (2013–2014) _ Darek Rudzki
- Stacja Warszawa (2013) _ Matejuk Igła
- Drogówka (2013)
- Czas honoru (2013) _ Lebiediew
- Arizona w mojej głowie (2014) _ Ben
- Służby specjalne (2014) _ Rafun
- Pod Mocnym Aniołem (2014) _ Bukowski
- Molehill (2014)
- Prawo Agaty (2015) _ Michał Cybulski
- Chinese Husky (2015)
- Chemia (2015)
- Wołyń (2016) _ Zajdel
- Prosta historia o morderstwie (2016) _ Marcin
- Mały Jakub (2016)
- Las (2016) _ Eryk/Starzec
- W rytmie serca (2017)
- Sztuka kochania. Historia Michaliny Wisłockiej (2017) _ Jurek
- Gwiazdy (2017) _ Helmut Danisz
- Gotowi na wszystko. Exterminator (2017) _ Ewaryst Wirsk
- Belle Epoque (2017) _ Henryk Skarżyński
- Ślepnąc od świateł (2018) _ Marek Żakowski
- My Name Is Sara (2018) _ Pawło
- Miłość jest wszystkim (2018) _ Dominik Woliński
- 1983 (2018) _ Tobiasz Marcinkiewicz
- Underdog (2019) _ Borys Kosa Kosiński
- Pan T. (2019)
- Brigitte Bardot cudowna (2020) _ Cézanne
- Psy 3. W imię zasad (2020) _ Spinaker
- Osaczony (2020) _ Thám tử Kron